# Ореол-1
Орео́л-1 («Aureole-1», «ДС-У2-ГКА» № 1) — советский научно-исследовательский спутник из серии космических аппаратов «Космос», первый типа «ДС-У2-ГКА», запущенный для проведения комплексных геофизических исследований приполярной районов верхних слоёв атмосферы Земли в рамках совместного советско-французского проекта «АРКАД».
Следующими спутниками, запущенными по проекту «АРКАД» стали Ореол-2 и Ореол-3.

## История создания
В декабре 1959 года создается Межведомственный научно-технический совет по космическим исследованиям при Академии Наук СССР во главе с академиком М. В. Келдышем, на который возлагается разработка тематических планов по созданию космических аппаратов, выдача основных тематических заданий, научно-техническая координация работ по исследованию и освоению верхних слоев атмосферы и космического пространства, подготовка вопросов организации международного сотрудничества в космических исследованиях.
Членом Президиума Межведомственного научно-технического совета по космическим исследованиям утверждается М. К. Янгель. В области прикладных задач проведения подобных работ было поручено НИИ-4 Министерства обороны СССР.
В 1962 году в программу второй очереди пусков ракеты-носителя «63С1», были включены космические аппараты «ДС-А1», «ДС-П1», «ДС-МТ» и «ДС-МГ».
После проведения поисковых проектных работ по разработки новой модификации исследовательских спутников стало очевидно, что в связи с многообразием исследовательских задач и различиями между требованиями к новой серии, разработать аппарат одного типа было практически невозможно.
Малые космические спутниковые платформы стали инструментальной базой для организации международного сотрудничества в области исследования космического пространства по программе «Интеркосмос».

## Особенности конструкции
Научный аппаратный комплекс космического аппарата «Ореол-2» включал в себя:
В состав научной аппаратуры входит:
В состав научной аппаратуры входит:
- «УМР-3» — масс-спектрометр;
- «E2A P1A» — двойной спектрометр;
- «У2В P1В» — двойной магнитометр;
- «РИГ-113» — наружный счётчик Гейгера.

## Программа полёта КА «Ореол-1»

### Запуск
Космический аппарат «Ореол-1» был запущен 27 декабря 1971 года ракета-носителем «Космос-3М» со стартовой площадки № 132/2 космодрома Плесецк.

### Цель полёта
Спутниковая платформа космических аппаратов типа «ДС-У2-ГКА» была предназначена для научных экспериментов начатых ещё на спутниках типов «ДС-У2-ГК» («Космос-261», «Космос-348») и «ДС-У2-К» («Космос-426»), но с применением более совершенной научной аппаратуры и с непосредственным участием специалистов французского Центра по изучению космического излучения, в рамках реализации совместной советско-французской программы «Аркад».
Заказчиками и постановщиками данного научного эксперимента были следующие организации:
- Институт космических исследований АН СССР (ныне — ИКИ РАН);
- Национальный центр космических исследований Франции (ныне — CNES).

### Результаты миссии
Кроме измерения характеристик полярных сияний космическими аппаратами серии «Ореол» велись исследования ионного состава верхних слоёв атмосферы Земли в полярных и приполярных районах. С анализом ионного состава связано раскрытие природы аномалий в ионосфере. Ряд дополнительных возможностей в этом отношении давала более вытянутая орбита космического аппарата. Её апогей находился за пределами нормальной ионосферы. На этих высотах проводились измерения характеристик авроральных частиц до их взаимодействия с земной ионосферой.
Также в ходе полёта спутников были получены новые данные относительно особого явления — «водородного сияния», вызываемого вторжением в атмосферу Земли протонов высоких энергий.